# Konikowo (gromada)
Konikowo – dawna gromada, czyli najmniejsza jednostka podziału terytorialnego Polskiej Rzeczypospolitej Ludowej w latach 1954–1972.
Gromady, z gromadzkimi radami narodowymi (GRN) jako organami władzy najniższego stopnia na wsi, funkcjonowały od reformy reorganizującej administrację wiejską przeprowadzonej jesienią 1954 do momentu ich zniesienia z dniem 1 stycznia 1973, tym samym wypierając organizację gminną w latach 1954–1972.
Gromadę Konikowo z siedzibą GRN w Konikowie utworzono – jako jedną z 8759 gromad na obszarze Polski – w powiecie koszalińskim w woj. koszalińskim na mocy uchwały nr 43/54 WRN w Koszalinie z dnia 5 października 1954. W skład jednostki weszły obszary dotychczasowych gromad Konikowo, Raduszka i Giezkowo ze zniesionej gminy Świeszyno oraz obszar dotychczasowej gromady Niekłonice ze zniesionej gminy Koszalin  w tymże powiecie. Dla gromady ustalono 14 członków gromadzkiej rady narodowej.
31 grudnia 1959 z gromady Konikowo wyłączono wsie Czarne i Niekłonice, włączając je do gromady Chełmoniewo w tymże powiecie, po czym gromadę Konikowo zniesiono, a jej (pozostały) obszar włączono do gromady Świeszyno tamże.